# Jacques Lepaffe
Jacques Lepaffe, né à Uccle en 1923 et mort le 8 juin 2010 à l'âge de 86 ans, est un avocat, un ancien bourgmestre de la commune de Forest et un homme politique belge .

## Parcours politique
Membre du parti FDF (Front démocratique des francophones, actuellement Fédéralistes démocrates francophones), il exerce un mandat de bourgmestre de la commune de Forest de janvier 1971 à décembre 1976.  Il est également président du Conseil régional bruxellois (actuel Parlement régional bruxellois) de 1975 à 1977 et sénateur de 1971 à 1987 (Liste des sénateurs belges, législature 1971-1974, etc).
Au niveau du parti politique, Jacques Lepaffe a été vice-président du FDF de 1978 à 1983 et président du Centre d'études Jacques Georgin de 1982 à 1985.

## Parcours professionnel
Docteur en droit de  l'Université libre de Bruxelles, Jacques Lepaffe poursuit une carrière d'avocat au cours de laquelle il est auteur ou co-auteur d'ouvrages de référence juridiques, comme le Recueil annuel de jurisprudence belge, fondé par Charles Van Reepinghen.

## Ouvrages
Liste non exhaustive
- co-auteur avec Christian Lepaffe et Claude Lepaffe : Recueil annuel de jurisprudence belge, éditions Larcier, 2000
- co-auteur avec Christian Lepaffe et Claude Lepaffe : Recueil annuel de jurisprudence belge, éditions Larcier, 2005.
- co-auteur avec Christian Lepaffe et Claude Lepaffe : Recueil annuel de jurisprudence belge, éditions Larcier, 2006  (ISBN 9782804423421) [3].
- co-auteur avec Maurice-André Flamme, Le Contrat d'Entreprise, éditions Bruylant, 1966 [4].